# Francesco Caracciolo (storico)
Francesco Caracciolo (Gallico, 25 febbraio 1930) è uno storico, scrittore e saggista italiano.

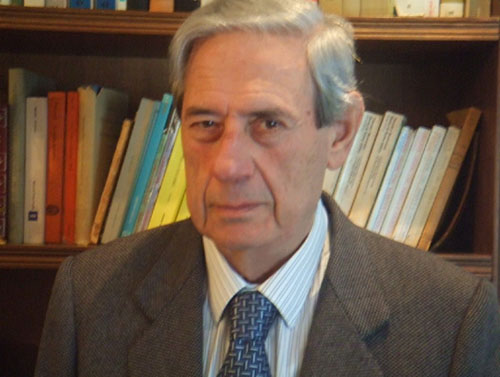
Acuto osservatore della realtà contemporanea, Francesco Caracciolo scrive di saggistica, narrativa e storia.

È stato professore ordinario di storia economica all’Università degli Studi di Messina. 
Conseguita la laurea in Filosofia, ha condotto le sue ricerche in Europa specie in Germania, Spagna e Inghilterra. I suoi progetti sono stati finanziati dal Consiglio Nazionale delle Ricerche e dalla Fondazione Alexander von Humboldt.
Ha ricevuto il Premio della cultura della Presidenza del Consiglio dei ministri nel 1985.
È autore di numerosi scritti sugli argomenti più disparati: dalla storia del Mezzogiorno d’Italia all’industrializzazione in Europa e negli Stati Uniti d’America, alla civiltà occidentale, all’immigrazione, all’integrazione, al banditismo, alla società civile e alla onorata società, ai mali che affliggono la società odierna.
Ha scritto numerosi saggi in prevalenza storici, di momenti e fatti molto diversi; è autore di tre romanzi, di un volume di canti e di uno di satire; ha pubblicato decine di altri scritti concernenti disparati argomenti dei quali si riportano qui di seguito alcuni ultimi e più recenti articoli e recensioni ad alcuni suoi libri.

## Opere
Tra le sue pubblicazioni più recenti si segnalano i seguenti articoli, disponibili al pubblico:
- "La metamorfosi dell’Occidente e della sua civiltà. L’incognita del mondo a venire";
- La difficile alternativa all'insostenibile portato della crescita economica illimitata;
- L'anelata pace;
- Il mondo senza barriere e senza guerre e l'uomo senza passioni?
- Il tarlo, roditore silenzioso;
- Il pavido che preferisce suicidarsi;
- La difesa dei propri valori: diritto o peccato? L'Italia e l'Europa possono delegarla?
- La «sostituzione etnica». Pubblicisti, opinionisti, politici.

Suoi lavori sono stati recensiti in riviste storiche italiane e internazionali, fra cui:
- "Il regno di Napoli nei secoli XVI e XVII"[1], Tombolini, Roma, 1966. Recensioni a cura di:
  - Yves-Marie Bercé, "Revue Historique", a. 93, Octobre-Décembre 1969 [2];
  - Eric Cochrane[3], The American Historical Review, vol 74, n. 3, February 1969[4];
  - Heinrich Benedikt, Historische Zeitschrift, band 208, heft 1, Februar 1969[5];
  - Helmut Koenigsberger, The English Historical Review, vol. LXXXVI, n. 340, July 1971[6];
- "Uffici, difesa e corpi rappresentativi nel mezzogiorno in età spagnola"[7], Editori meridionali riuniti, Reggio Calabria, 1974. Recensioni a cura di:
  - Maurice Aymard[8],  “Revue Historique”, T.255, Avril-Juin 1976[9];
  - G. Caminiti, "L'età spagnola nel Mezzogiorno", Gazzetta del Sud, 12 agosto 1975[10];
- "Il processo di industrializzazione. Politica economica e riflessioni teoriche sulla crescita industriale nei paesi 'second comers'"[11], Gentile editore, Roma, 1979. Recensioni a cura di:
  - Ira A. Glazier, “The American Historical Review”, vol. 87, number 4, october 1982[12];
  - Shepard B. Clough, "The Journal of Economic History", Volume 40, Issue 4 December 1980[13];
  - G. Caminiti, Gazzetta del Sud, 4 dicembre 1979[14];
- "Sud, debiti e gabelle: gravami, potere e società nel Mezzogiorno in età moderna"[15], Edizioni Scientifiche Italiane, Napoli, 1983. Recensioni a cura di:
  - G. Morabito, "Debiti e gabelle nella storia del Sud", “Gazzetta del Sud”, 28 febbraio 1984[16];
- "Mezzogiorno e Italia nell'Europa del 1992"[17], Editore Franco Angeli, Milano, 1991;
- "Miseria della mafiologia"[18], Monduzzi Editore[19], 1992;
- "Mezzogiorno moderno e capitalismo", Ed. Crociata del libro cristiano, Messina, 1994. Recensione a cura di:
  - Carlos José Hernando Sànchez, Hispania, Madrid Vol. 56, 1996[20];
- "Decadenza e immigrazione", Eura Press, Milano, 2002;